# 1063

## Събития
- Алп Арслан наследява чичо си Тогрул I като селджукски султан

## Починали
- Бела I, крал на Унгария